# San José Kuché
San José Kuché es una hacienda del municipio de Mérida en el estado de Yucatán localizado en el sureste de México. Dicha hacienda tuvo su máximo esplendor durante el auge henequenero a finales del siglo XIX y principios del XX, actualmente es empleada como negocio de fiestas privadas. 

## Toponimia
El nombre (San José Kuché) hace referencia a José de Nazaret y kuché (llamado también culché, k’uche’, kulché, k’ul-ché o k’uyche’) que en idioma maya que significa árbol sagrado (Cedrela mexicana). El árbol sagrado es llamado también cedro rojo aunque realmente no está emparentado con el verdadero cedro europeo (Cedrus) pese a su parecido de su madera con la de los árboles conocidos en Europa por los primeros españoles que llegaron a la región.

## Localización
La Hacienda San José Kuché se encuentra al nor-oriente de la población de Chablekal. Anteriormente perteneció al municipio de Conkal el cual pertenecía al partido de Tixkokob.

## Infraestructura
Cuenta con unas instalaciones adecuadas para celebraciones.

## Importancia histórica
Tuvo su esplendor durante la época del auge henequenero y emitió fichas de hacienda las cuales por su diseño son de interés para los numismáticos. Dichas fichas acreditan la hacienda como propiedad de J. Ancona e hijos en 1874.

## Demografía
Según el censo de 2005 realizado por el INEGI, la población de la localidad era de 0 habitantes.
| 233                         | 94 | 124 | 5 | 43 | 47 | 2 | 8 | 0 | ? | ? | 0 |
| (Fuente: INEGI [Consultar]) |    |     |   |    |    |   |   |   |   |   |   |

## Galería

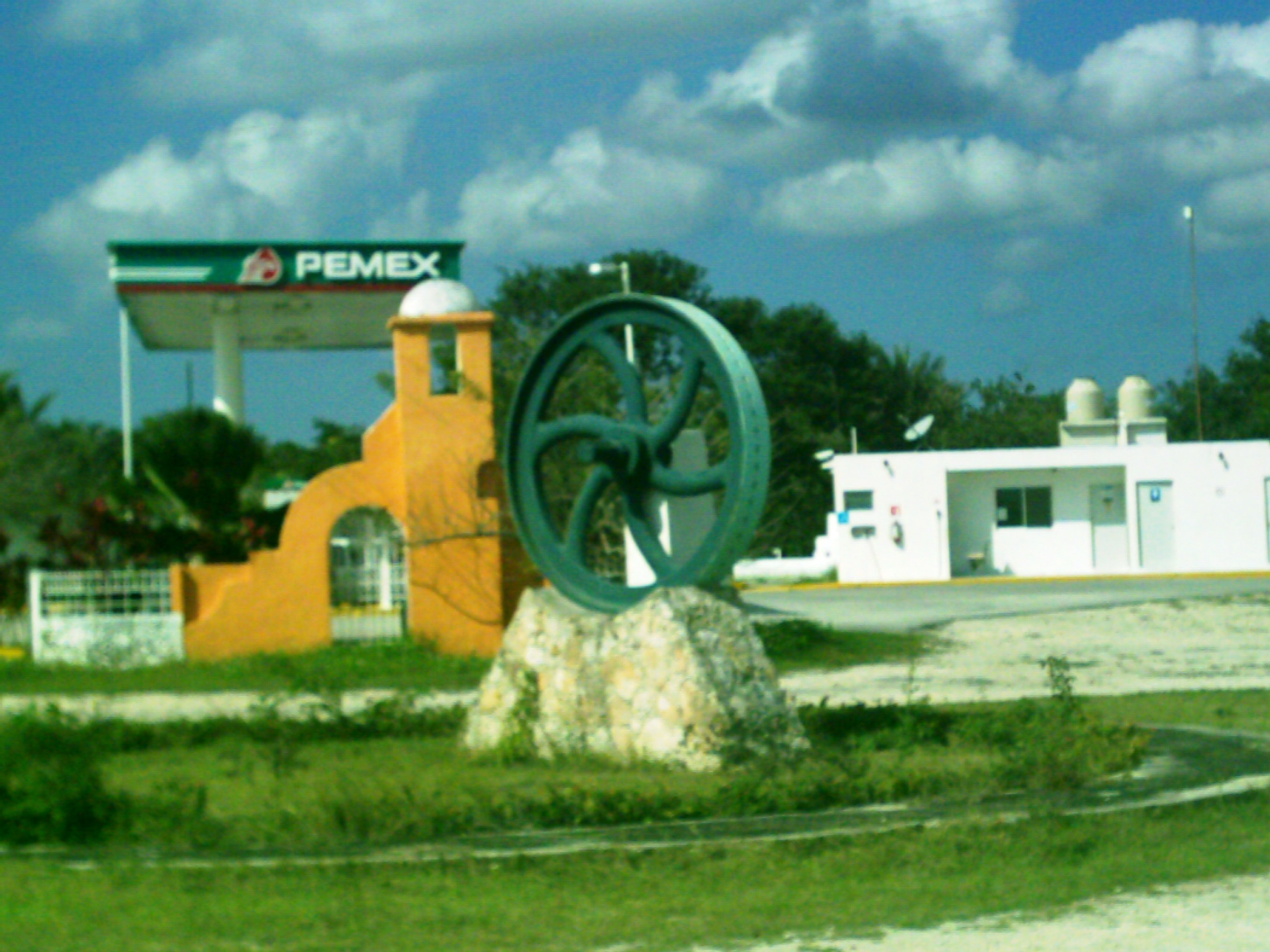
Entrada de la hacienda San José Kuché.
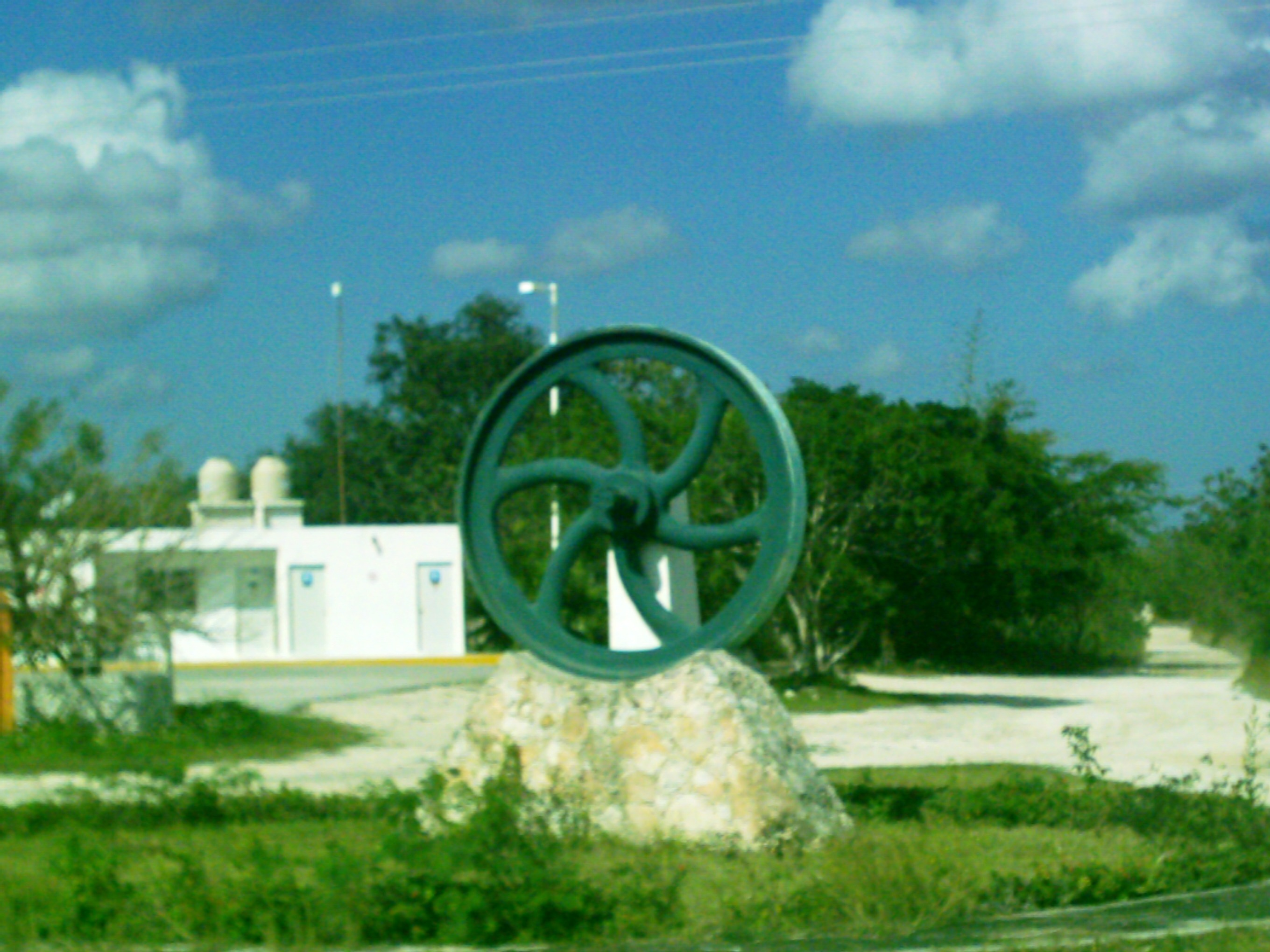
Entrada de la hacienda San José Kuché.
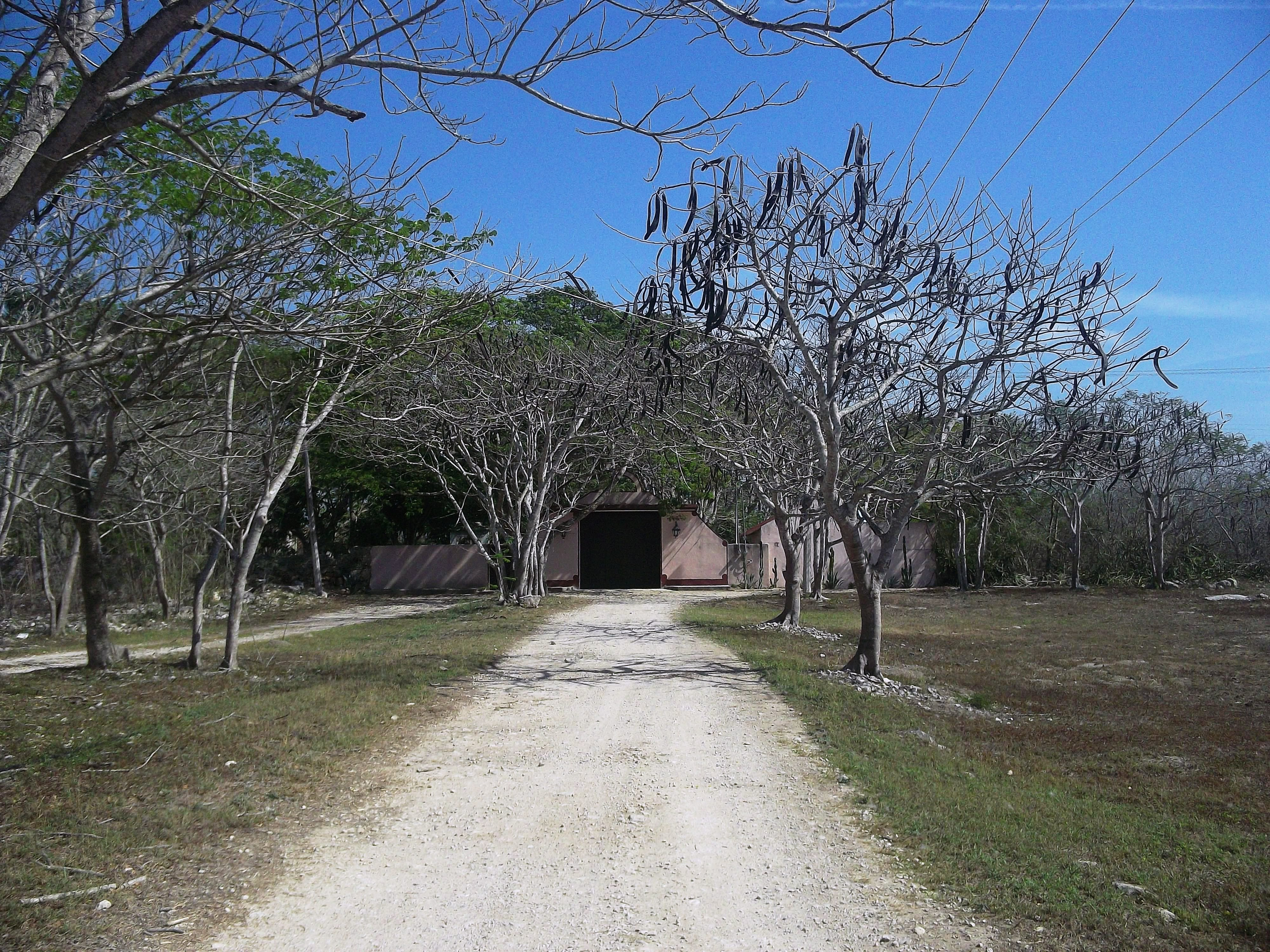
Vista de la hacienda San José Kuché.
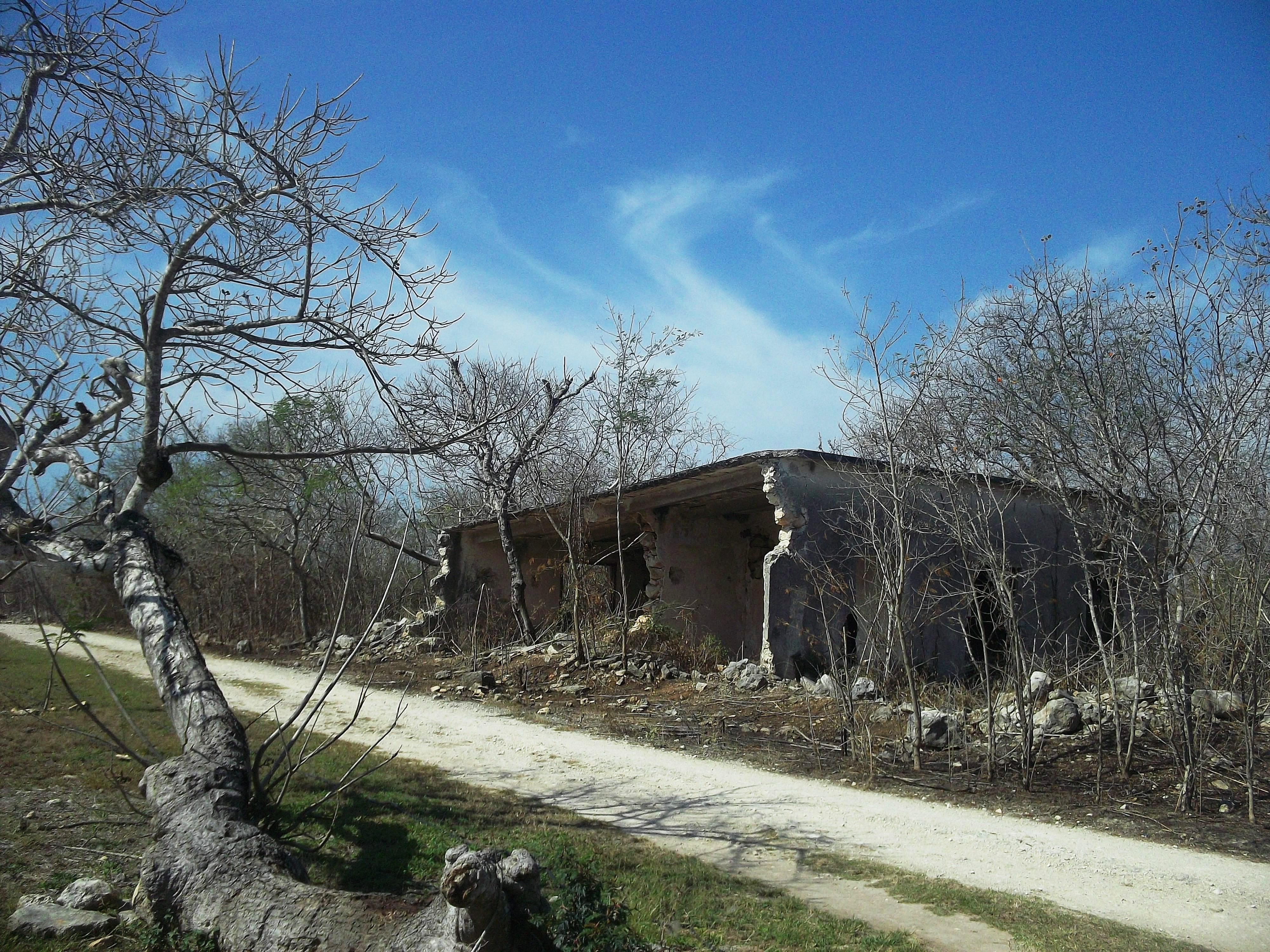
Vista de la hacienda San José Kuché.
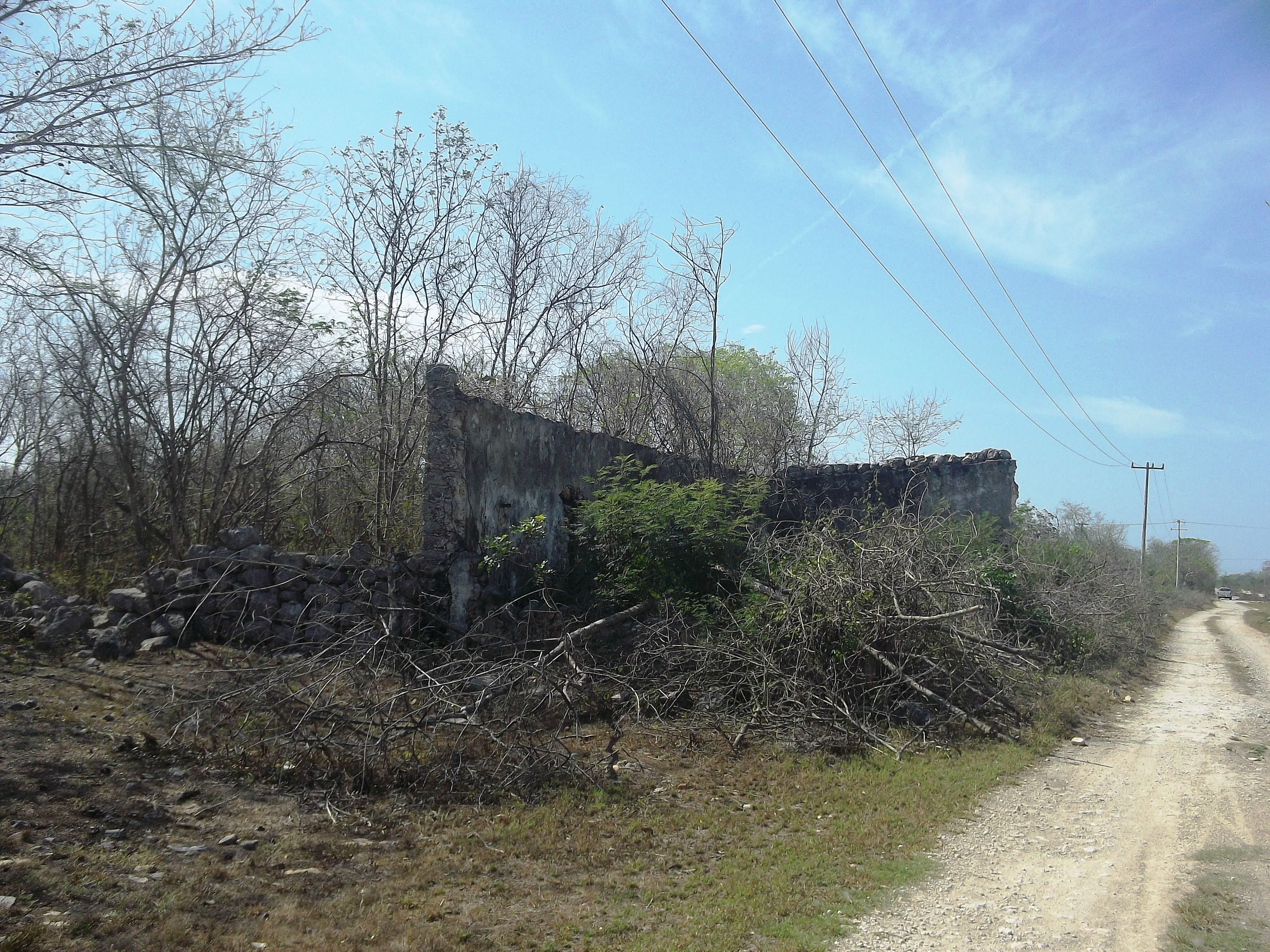
Vista de la hacienda San José Kuché.